# 遼史
『遼史』（りょうし）は、中国の正史・二十四史（清の乾隆帝が定めた24種の紀伝体の史書）の一つで、遼の歴史書である。116巻。元の宰相であった脱脱が総裁となって、史料を集めて1344年に完成した。清代の歴史学者趙翼の『二十二史箚記』では「遼・金二史又缺略多し」と書かれているが、遼の歴史を知る上では根本史料である。

## 成立の過程
1343年、脱脱が宋遼金三史編纂の総裁となると、廉恵山海牙・王沂・徐昺・陳繹曾の4人が『遼史』の編纂を担当した。1343年4月から1344年3月の11カ月間と成書期間は短かった。耶律儼の『実録』や金の陳大任の『遼史』稿を基礎にして、『資治通鑑』や『契丹国志』や各正史の契丹伝なども参考に編纂された。

## 内容

### 本紀
1. 本紀第一 - 太祖上
2. 本紀第二 - 太祖下
3. 本紀第三 - 太宗上
4. 本紀第四 - 太宗下
5. 本紀第五 - 世宗
6. 本紀第六 - 穆宗上
7. 本紀第七 - 穆宗下
8. 本紀第八 - 景宗上
9. 本紀第九 - 景宗下
10. 本紀第十 - 聖宗一
11. 本紀第十一 - 聖宗二
12. 本紀第十二 - 聖宗三
13. 本紀第十三 - 聖宗四
14. 本紀第十四 - 聖宗五
15. 本紀第十五 - 聖宗六
16. 本紀第十六 - 聖宗七
17. 本紀第十七 - 聖宗八
18. 本紀第十八 - 興宗一
19. 本紀第十九 - 興宗二
20. 本紀第二十 - 興宗三
21. 本紀第二十一 - 道宗一
22. 本紀第二十二 - 道宗二
23. 本紀第二十三 - 道宗三
24. 本紀第二十四 - 道宗四
25. 本紀第二十五 - 道宗五
26. 本紀第二十六 - 道宗六
27. 本紀第二十七 - 天祚皇帝一
28. 本紀第二十八 - 天祚皇帝二
29. 本紀第二十九 - 天祚皇帝三
30. 本紀第三十 - 天祚皇帝四

### 志
1. 志第一 - 営衛志上
2. 志第二 - 営衛志中
3. 志第三 - 営衛志下
4. 志第四 - 兵衛志上
5. 志第五 - 兵衛志中
6. 志第六 - 兵衛志下
7. 志第七 - 地理志一
8. 志第八 - 地理志二
9. 志第九 - 地理志三
10. 志第十 - 地理志四
11. 志第十一 - 地理志五
12. 志第十二 - 暦象志上
13. 志第十三 - 暦象志中
14. 志第十四 - 暦象志下
15. 志第十五 - 百官志一
16. 志第十六 - 百官志二
17. 志第十七上 - 百官志三
18. 志第十七下 - 百官志四
19. 志第十八 - 礼志一
20. 志第十九 - 礼志二
21. 志第二十 - 礼志三、礼志四
22. 志第二十一 - 礼志五
23. 志第二十二 - 礼志六
24. 志第二十三 - 楽志
25. 志第二十四 - 儀衛志一
26. 志第二十五 - 儀衛志二
27. 志第二十六 - 儀衛志三
28. 志第二十七 - 儀衛志四
29. 志第二十八 - 食貨上
30. 志第二十九 - 食貨下
31. 志第三十 - 刑法上
32. 志第三十一 - 刑法下

### 表
1. 表第一 - 世表
2. 表第二 - 皇子表
3. 表第三 - 公主表
4. 表第四 - 皇族表
5. 表第五 - 外戚表
6. 表第六 - 遊幸表
7. 表第七 - 部族表
8. 表第八 - 属国表

### 列伝
1. 列伝第一 后妃 - 粛祖昭烈皇后蕭氏・懿祖荘敬皇后蕭氏・玄祖簡献皇后蕭氏・徳祖宣簡皇后蕭氏・太祖淳欽皇后述律氏・太宗靖安皇后蕭氏・世宗懐節皇后蕭氏・世宗妃甄氏・穆宗皇后蕭氏・景宗睿智皇后蕭氏・聖宗仁徳皇后蕭氏・聖宗欽哀皇后蕭氏・興宗仁懿皇后蕭氏・興宗貴妃蕭氏・道宗宣懿皇后蕭氏・道宗恵妃蕭氏・天祚皇后蕭氏・天祚徳妃蕭氏・天祚文妃蕭氏・天祚元妃蕭氏
2. 列伝第二 宗室 - 義宗倍・章粛皇帝李胡・順宗濬・晋王敖盧斡
3. 列伝第三 - 耶律曷魯・蕭敵魯・耶律斜涅赤・耶律欲穏・耶律海里
4. 列伝第四 - 耶律敵剌・蕭痕篤・康黙記・韓延徽・韓知古・韓匡嗣
5. 列伝第五 - 耶律覿烈・耶律鐸臻・王郁・耶律図魯窘
6. 列伝第六 - 耶律解里・耶律抜里得・耶律朔古・耶律魯不古・趙延寿・高模翰・趙思温・耶律漚里思・張礪
7. 列伝第七 - 耶律屋質・耶律吼・耶律安摶・耶律洼・耶律頽昱・耶律撻烈
8. 列伝第八 - 耶律夷臘葛・蕭海瓈・蕭護思・蕭思温・蕭継先
9. 列伝第九 - 室昉・耶律賢適・女里・郭襲・耶律阿没里
10. 列伝第十 - 張倹・邢抱朴・馬得臣・蕭朴・耶律八哥
11. 列伝第十一 - 耶律室魯・王継忠・蕭孝忠・陳昭袞・蕭合卓
12. 列伝第十二 - 耶律隆運・耶律勃古哲・蕭陽阿・武白・蕭常哥・耶律虎古
13. 列伝第十三 - 耶律休哥・耶律斜軫・耶律奚低・耶律学古
14. 列伝第十四 - 耶律沙・耶律抹只・蕭幹・耶律善補・耶律海里
15. 列伝第十五 - 蕭撻凜・蕭観音奴・耶律題子・耶律諧理・耶律奴瓜・蕭柳・高勲・奚和朔奴・蕭塔列葛・耶律撒合
16. 列伝第十六 - 耶律合住・劉景・劉六符・耶律褭履・牛温舒・杜防・蕭和尚・耶律合里只・耶律頗的
17. 列伝第十七 - 蕭孝穆・蕭孝先・蕭蒲奴・耶律蒲古・夏行美
18. 列伝第十八 - 蕭敵烈・耶律盆奴・蕭排押・耶律資忠・耶律瑤質・耶律弘古・高正・耶律的琭・大康乂
19. 列伝第十九 - 耶律庶成・楊晳・耶律韓留・楊佶・耶律和尚
20. 列伝第二十 - 蕭阿剌・耶律義先・蕭陶隗・蕭塔剌葛・耶律敵禄
21. 列伝第二十一 - 耶律韓八・耶律唐古・蕭朮哲・耶律玦・耶律僕里篤
22. 列伝第二十二 - 蕭奪剌・蕭普達・耶律侯哂・耶律古昱・耶律独挴・蕭韓家・蕭烏野
23. 列伝第二十三 - 蕭恵・蕭迂魯・蕭図玉・耶律鐸軫
24. 列伝第二十四 - 耶律化哥・耶律斡臘・耶律速撒・蕭阿魯帯・耶律那也・耶律何魯掃古・耶律世良
25. 列伝第二十五 - 耶律弘古・耶律馬六・蕭滴冽・耶律適禄・耶律陳家奴・耶律特麼・耶律仙童・蕭素颯・耶律大悲奴
26. 列伝第二十六 - 耶律仁先・耶律良・蕭韓家奴・蕭徳・蕭惟信・蕭楽音奴・耶律敵烈・姚景行・耶律阿思
27. 列伝第二十七 - 耶律斡特剌・孩里・竇景庸・耶律引吉・楊績・趙徽・王観・耶律喜孫
28. 列伝第二十八 - 蕭兀納・耶律儼・耶律仲禧・劉伸・耶律胡呂
29. 列伝第二十九 - 蕭巌寿・耶律撒剌・蕭速撒・耶律撻不也・蕭撻不也・蕭忽古・耶律石柳
30. 列伝第三十 - 耶律棠古・蕭得里底・蕭酬斡・耶律章奴・耶律朮者
31. 列伝第三十一 - 蕭陶蘇斡・耶律阿息保・蕭乙薛・蕭胡篤
32. 列伝第三十二 - 蕭奉先・蕭嗣先・李処温・張琳・耶律余覩・蕭乾
33. 列伝第三十三 文学上 - 蕭韓家奴・李澣
34. 列伝第三十四 文学下 - 王鼎・耶律昭・劉輝・耶律孟簡・耶律谷欲
35. 列伝第三十五 能吏 -
36. 列伝第三十六 卓行 -
37. 列伝第三十七 列女 -
38. 列伝第三十八 方技 -
39. 列伝第三十九 伶官 宦官 -
40. 列伝第四十 姦臣上 - 耶律乙辛・張孝傑・耶律燕哥・蕭十三
41. 列伝第四十一 姦臣下 - 蕭余里也・耶律合魯・蕭得里特・蕭訛都斡・蕭達魯古・耶律塔不也・蕭図古辞
42. 列伝第四十二 逆臣上 - 耶律轄底・耶律察割・耶律婁国・耶律重元・耶律滑哥
43. 列伝第四十三 逆臣中 - 蕭翰・耶律牒蝋・耶律朗・耶律劉哥・耶律海思・耶律敵猟・蕭革
44. 列伝第四十四 逆臣下 - 蕭胡覩・蕭迭里得・古迭・耶律撒剌竹・奚回離保・蕭特烈
45. 列伝第四十五 二国外記 - 高麗・西夏

### 国語解

#### 帝紀
- 太祖紀
- 太宗紀
- 世祖、穆宗紀
- 景宗、聖宗紀
- 興宗紀
- 道宗紀
- 天祚紀

#### 志
- 礼志
- 百官志
- 営衛志
- 地理志
- 儀衛志
- 兵衛志
- 食貨志
- 刑法志

#### 表
- 皇子表
- 世表
- 遊幸表

#### 列伝
- 諸功臣伝